# Homberg (Bern)
Homberg is een gemeente en plaats in het Zwitserse kanton Bern, en maakt deel uit van het district Thun.
Homberg telt 510 inwoners.